# Jujube (friandise)
Pour l’article homonyme, voir Jujube (fruit).

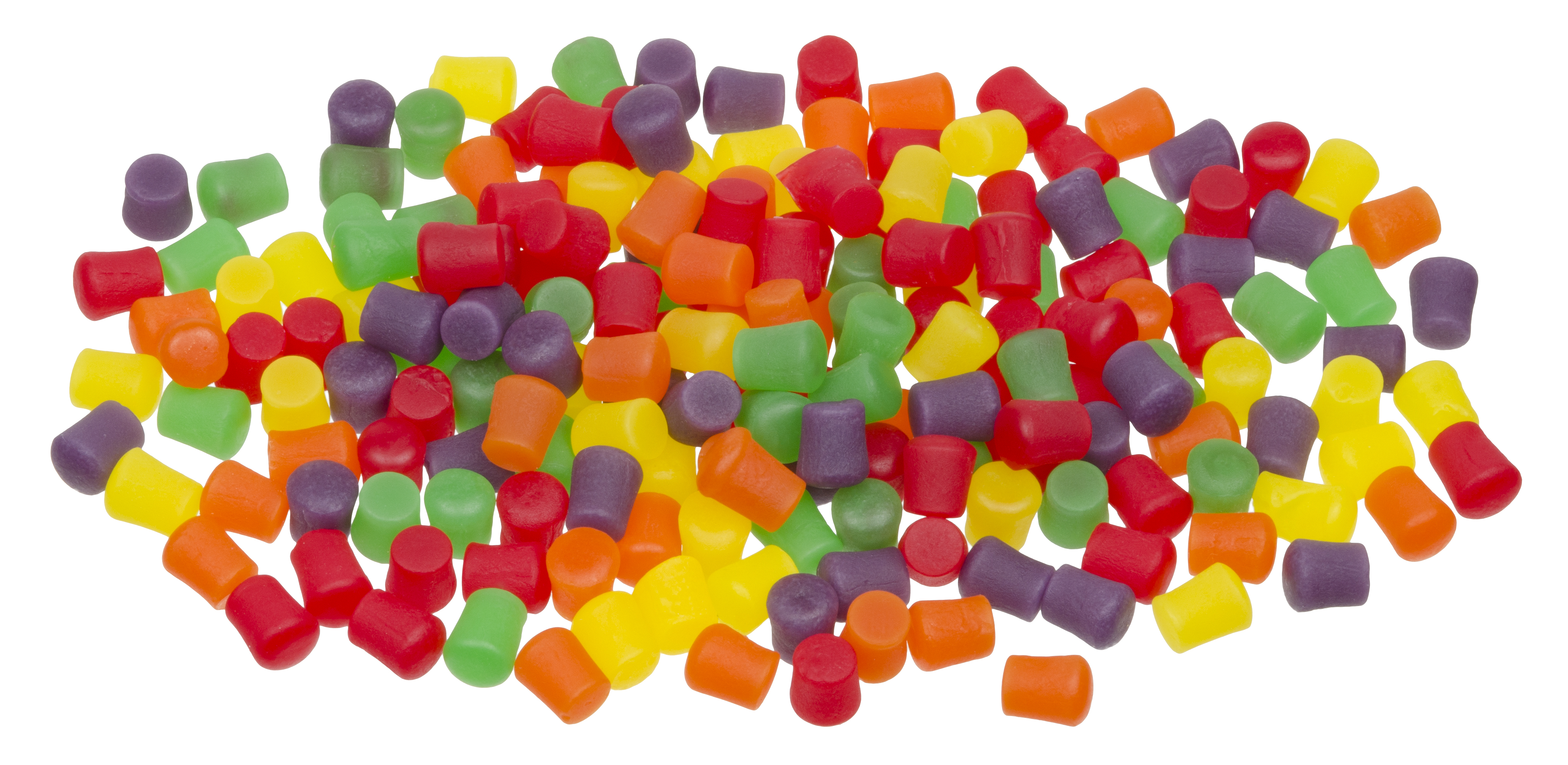

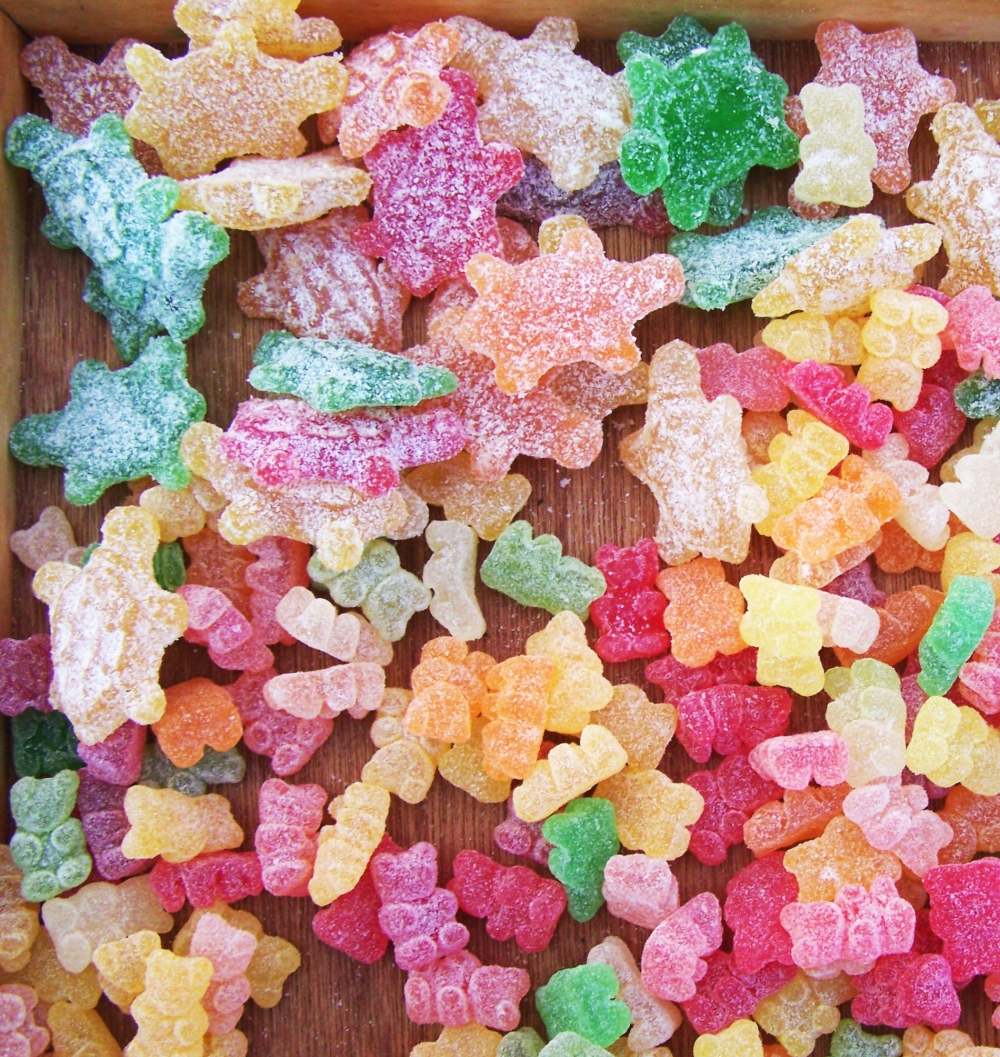
Des jujubes recouverts de sucre granulé et acidifié, en formes d'ourson et de tortue.

Un jujube est une friandise faite à base de gélatine. Ce nom est principalement utilisé au Canada francophone.
Ce type de friandises est souvent appelé « gomme » ou gummy, d'après l'appellation anglophone. Les jujubes existent sous pratiquement toutes les formes et couleurs. Certains sont fabriqués à partir d'arôme artificiel et d'autres, à partir d'une base de fruits. Ils sont parfois recouverts de sucre en grains ou de sucre acidifié.
Parmi les plus populaires, on retrouve les jujubes en forme d'oursons, souvent nommés gummy-bears ou Ours d'Or, ainsi que les jujubes en forme de vers de terre.